# Dioclees
Les Dioclees (grec antic: Διοκλεια, llatí: Diocleia) eren un festival de l'antiga Grècia celebrat a Mègara en honor de l'heroi atenès Díocles (Διοκλῆς): segons el mite, arribà exiliat d'Atenes fins a Mègara, on s'enamorà d'un jove i morí per protegir-lo, motiu pel qual els megareus li retien culte.
En aquesta festa, que tenia lloc cada any a la primavera, se celebrava l'amor i l'amistat. Els joves feien exercicis gimnàstics, un concurs de petons prop del sepulcre de Díocles i altres celebracions, competint per obtenir un premi, que consistia en una garlanda de flors.